# Вест Лафајет (Охајо)
Вест Лафајет (енгл. West Lafayette) град је у америчкој савезној држави Охајо.

## Демографија
По попису из 2010. године број становника је 2.321, што је 8 (0,3%) становника више него 2000. године.
| Група             | 2000.         | 2010.         |
| Белци             | 2.278 (98,5%) | 2.288 (98,6%) |
| Афроамериканци    | 5 (0,2%)      | 3 (0,1%)      |
| Азијати           | 0 (0,0%)      | 2 (0,1%)      |
| Хиспаноамериканци | 8 (0,3%)      | 13 (0,6%)     |
| Укупно            | 2.313         | 2.321         |